# José Desiderio Valverde

José Desiderio Valverde

José Desiderio Valverde (* um 1822 in Santiago de los Caballeros; † 1903) war ein dominikanischer Politiker und Präsident der Dominikanischen Republik.

## Biografie
Über die Unabhängigkeitsbewegung La Trinitaria trat er 1844 zugleich der Armee bei und nahm als Hauptmann am dominikanisch-haitianischen Krieg von 1844 sowie an der berühmten Schlacht vom 30. März 1844 teil, wurde aber bereits ein Jahr darauf 1845 zum Abgeordneten der Deputiertenversammlung der Provinz Santiago gewählt.
Am 7. Juli 1857 wurde er als General Führer der zivilen, militärischen und kirchlichen Kräfte in der Provinz Santiago, die sich zuvor aufgrund der Stimmung im Volk dazu entschieden hatte, die Regierung von Präsident Buenaventura Báez nicht weiter anzuerkennen. Stattdessen wurde in den Regionen von Cibao eine eigene Provisorische Regierung gebildet, deren Präsident Valverde wurde. Am 22. Juli 1857 erklärte sich die Provisorische Regierung von Cibao zur Provisorischen Regierung der gesamten Dominikanischen Republik, so dass es damit neben der Regierung von Báez eine weitere Regierung gab.
Nach der Verabschiedung der neuen liberalen Verfassung von Moca am 19. Februar 1858 wurde er aufgrund dieser am 1. März 1858 Präsident, mit Benigno Filomeno de Rojas als Vizepräsident. Prioritäten seiner Regierung waren neben der Reorganisation der öffentlichen Verwaltung und Armee die Einführung eines Währungssystems. Die Armee wurde dabei maßgeblich von General Pedro Santana geleitet, der bald darauf die Regierung von Präsident Báez in Santo Domingo belagerte und dort auf die Unterstützung der Bevölkerung zählen konnte. Am 12. Juni 1858 kam es zur Kapitulation von Báez, der unmittelbar darauf nach Spanien ins Exil ging.
Statt des Führers des Staatsstreichs Santana wurde jedoch Valverde am gleichen Tag als Präsident der Dominikanischen Republik vereidigt. Allerdings kam es bereits am 28. Juli 1858 zu einem erneuten Putsch. Anschließend musste er zurücktreten und General Santana das Amt des Präsidenten übergeben. Am 31. August 1858 ging er dann ebenfalls ins Exil nach Polynesien, in dem er 45 Jahre später verstarb.

## Ehrungen
Ihm zu Ehren wurde am 7. Juni 1900 die Provinz Valverde benannt.